# Pitodoro de Trales
Pitodoro de Trales, también conocido simplemente como Pitodoro (en griego Πυθόδωρος) fue un griego de Anatolia extremadamente rico que vivió en el siglo I a. C. (circa 70 a. C. - después del 28 d. C.). Pitodoro era originario de Trales (actual Aydın, Turquía). No se conoce mucho sobre su origen. Fue amigo del triunviro romano Pompeyo. 
Pitodoro fue el primer yerno del triunviro romano Marco Antonio. En el 36 a. C., Pitodoro se casó con la hija mayor de Antonio, de nombre Antonia. Antonia era la única hija del segundo matrimonio del triunviro, el habido con su prima carnal Antonia. Su esposa era unos veinte años menor que él. La razón por la que Antonio casó a Pitodoro con su hija fue la de usar sus recursos económicos en su campaña para la invasión de Partia. Pero no se sabe si consiguió financiación por esta vía para sus campañas militares.
Pitodoro y su esposa se establecieron en Smyrna (actual Esmirna, Turquía). En el 30 a. C. o el 29 a. C., Antonia dio a Pitodoro una hija única Pitodorida del Ponto, quien por vía matrimonial llegaría a ser Reina del Ponto y de Capadocia. Pitodorida nació y creció en Esmirna.